# Río Ingenio
Der Río Ingenio, auch Quebrada Ingenio, ist ein 70 km langer linker Nebenfluss des Río Grande in der südlichen Pazifikregion von Peru, in den Regionen Ayacucho und Ica. Einschließlich Quellflüssen beträgt die Gesamtlänge 108 km.

## Flusslauf
Der Río Ingenio entsteht in der Provinz Lucanas auf einer Höhe von etwa 1770 m am Zusammenfluss von Río Capilla (rechts) und Río Uruysa (links) südwestlich von Otoca. Die Quellflüsse entspringen in der peruanischen Westkordillere nahe der  kontinentalen Wasserscheide. Der Río Ingenio fließt in westsüdwestlicher Richtung durch das trockene Bergland. Ab Flusskilometer 46 verläuft der Río Ingenio innerhalb der Provinz Nasca. Auf den unteren 30 Kilometern wendet er sich allmählich nach Westen. Bei Flusskilometer 22 passiert er das am rechten Flussufer gelegene Distriktverwaltungszentrum El Ingenio. Bei Flusskilometer 12 kreuzt die Nationalstraße 1S (Panamericana) von Palpa nach Nasca den Flusslauf. Ein kurzer Uferabschnitt unterhalb der Brücke grenzt an die nördlich gelegene Provinz Palpa. Der Río Ingenio mündet schließlich auf einer Höhe von 244 m in den nach Süden fließenden Río Grande. 2,5 km oberhalb der Mündung liegt unweit des linken Flussufers das Distriktverwaltungszentrum Changuillo. Der Flusslauf des Río Ingenio wird von künstlich bewässerten Agrarflächen flankiert. 

## Quellflüsse
Der Río Capilla, im Oberlauf Quebrada Chincane, ist der 36 km lange rechte Quellfluss des Río Ingenio. Sein Quellgebiet (⊙) liegt auf einer Höhe von etwa 4300 m. Er fließt anfangs 5 km nach Südwesten und wendet sich im Anschluss in Richtung Südsüdwest. Der Río Capilla entwässert den Osten des Distrikts Ocaña.
Der Río Uruysa ist der 38 km lange linke Quellfluss des Río Ingenio. Er entspringt (⊙) auf einer Höhe von ungefähr 4180 m. Er fließt anfangs in westsüdwestlicher Richtung, ab Flusskilometer 15 in westlicher Richtung. Der Río Uruysa entwässert den Südwesten des Distrikts San Pedro de Palco. Etwa anderthalb Kilometer oberhalb des Zusammenflusses mit dem Río Capilla liegt das Distriktverwaltungszentrum San Pedro de Palco am rechten Flussufer.

## Einzugsgebiet
Der Río Ingenio entwässert ein Areal von etwa 1755 km². Dieses reicht im Osten bis zur kontinentalen Wasserscheide. Das Einzugsgebiet des Río Ingenio grenzt im Norden an das des Río Vizcas, im Nordosten an das des Río Caracha, eines Zuflusses des Río Pampas, im Osten an das des Río Acarí sowie im Süden an das des Río Nazca.